# Oleniwka (Nischyn)
Oleniwka (ukrainisch Оленівка; russisch Оленовка Olenowka) ist ein Dorf in der ukrainischen Oblast Tschernihiw mit etwa 1400 Einwohnern (2004).
Die Ortschaft liegt am Ufer des Borsenka (Борзенка), einem 50 km langen, rechten Nebenfluss der Desna 9 km westlich vom ehemaligen Rajonzentrum Borsna und etwa 115 km südöstlich der Oblasthauptstadt Tschernihiw.

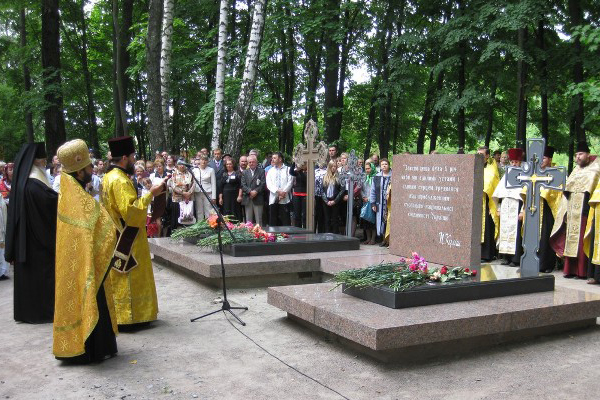
Grab von P. Kulisch und seiner Frau H. Barwinok in Oleniwka

Am 18. Juni 2018 wurde die Stadt zum Zentrum der neugegründeten Stadtgemeinde Borsna, bis dahin bildete es die gleichnamige Landratsgemeinde Oleniwka (Оленівська сільська рада/Oleniwska silska rada) im Zentrum des Rajons Borsna.
Am 17. Juli 2020 kam es im Zuge einer großen Rajonsreform zum Anschluss des Rajonsgebietes an den Rajon Nischyn.

## Persönlichkeiten
- Im Dorf kam der ukrainische bürgerliche und kulturelle Aktivist, Journalist, Pädagoge und Mitglied der Kyrill-und-Method-Bruderschaft Wassyl Biloserskyj (1825–1899) zur Welt. Er starb 1899 auf dem zum Dorf gehörigen Gutshof Motroniwka.

Seine jüngere Schwester, die ukrainische Schriftstellerin Hanna Barwinok, Ehefrau von Pantelejmon Kulisch, kam am 5. Mai 1828 in Motroniwka zur Welt und starb hier am 6. Juli 1911.
- Der ukrainische Schriftsteller, Dichter, Folklorist, Ethnograph, Kritiker, Redakteur, Historiker und Verleger Pantelejmon Kulisch (1819–1897) verbrachte seine letzten Lebensjahre im Dorf auf dem Gutshof Motronovka, auf dem er 1897 starb.